# Robert Aymar
Robert Aymar   (departament d'Oran, 23 de març de 1936 - Sainte-Foy-lès-Lyon, 23 de setembre de 2024) fou un físic francès conegut per haver estat director de l'ITER i Director General del CERN (2004–2008).
Després d'estudiar a l'École Polytechnique va ingressar al Corps des Poudres (una antiga agència del govern francès implicada en recerca bàsica i aplicada), i després al Comissariat à l'énergie atomique (CEA) el 1959, enfocant la seva carrera en recerca fonamental dins de la física del plasma i la seva aplicació dins la recerca de fusió termonuclear controlada.
El 1977, Robert Aymar va ser nomenat cap del Projecte Tore Supra, per ser construït a Cadarache (França). El 1990, va ser nomenat Director de la Direcció des Ciències de la Matière del CEA, on va dirigir una gamma ampla de programes de recerca bàsica experimentals i teòrics. El 1994 va esdevenir Director de l'ITER i cap del seu Equip Internacional el 2001. Va presidir el comitè científic internacional que va avaluar el Gran Col·lisionador d'Hadrons (LHC) del CERN i va recomanar la seva aprovació el 1996. Després de presidir el Comitè d'Avaluació Extern nomenat pel Consell del CERN el desembre 2001 per a revisar el programa del CERN, va succeir Luciano Maiani com a Director General de l'organització el gener de 2004. Durant el seu mandat de cinc anys com a director general del CERN, va supervisar la finalització i la posada en marxa de l'LHC. La seva contribució al CERN va ser honorada el 2011 amb l'Ordre Nacional de la Legió d'Honor de la República francesa.